# デイジー&ヴァイオレット・ヒルトン姉妹
デイジー&ヴァイオレット・ヒルトン姉妹（Daisy and Violet Hilton, 1908年2月5日 - 1969年1月4日）は、イングランド生まれでアメリカ合衆国を中心に活躍した結合双生児（シャム双生児）の女優、ヴォードヴィリアン。1930年代に全米各地のサイドショウ、ヴォードヴィルに出演した。

## 生涯

### 生い立ち
1908年2月5日、ヒルトン姉妹はイングランドのイースト・サセックス州ブライトンで生まれた。母親はケイト・スキナーという独身のバーテンダーである。姉妹は生まれながらにして、腰から尻にかけての部分が結合していた。血液循環は共有し、骨盤は融合していたが、主要な臓器は別々に有していた。出産を手伝ったスキナーの雇い主メアリー・ヒルトンは彼女らの商業的な可能性を明確に予測して彼女らを事実上買い取り、庇護のもとにおいた。姉妹は最初、ブライトンのパブ「クイーンズ・ヘッド」にいたが、後にパブ「イブニング・スター」に移る。
姉妹の自叙伝によるとメアリー・ヒルトン、および、その夫ヘンリーと娘エディスは肉体的な虐待で二人を厳しい管理下に置き、二人はメアリーを「ルーおばさん」、メアリーの夫を敬語的呼び方で「サー」と呼ばなければならなかったという。彼らは姉妹に歌とダンスの訓練を積ませた。
主治医のジェイムズ・アウグストゥス・ルース博士により、『ブリティッシュ・メディカル・ジャーナル』誌に対して姉妹の出生に関する医学報告が提出された。メディコ・チャージカル協会は分離手術を検討したが、手術をすれば、少なくともどちらかが確実に死亡することになるだろうと思われたため、満場一致で手術に反対する決定をしたと博士は報告している。また、ヒルトン姉妹は生後数週間を超えて生存した英国初の結合双生児だったということにも博士は言及している。

### 活動

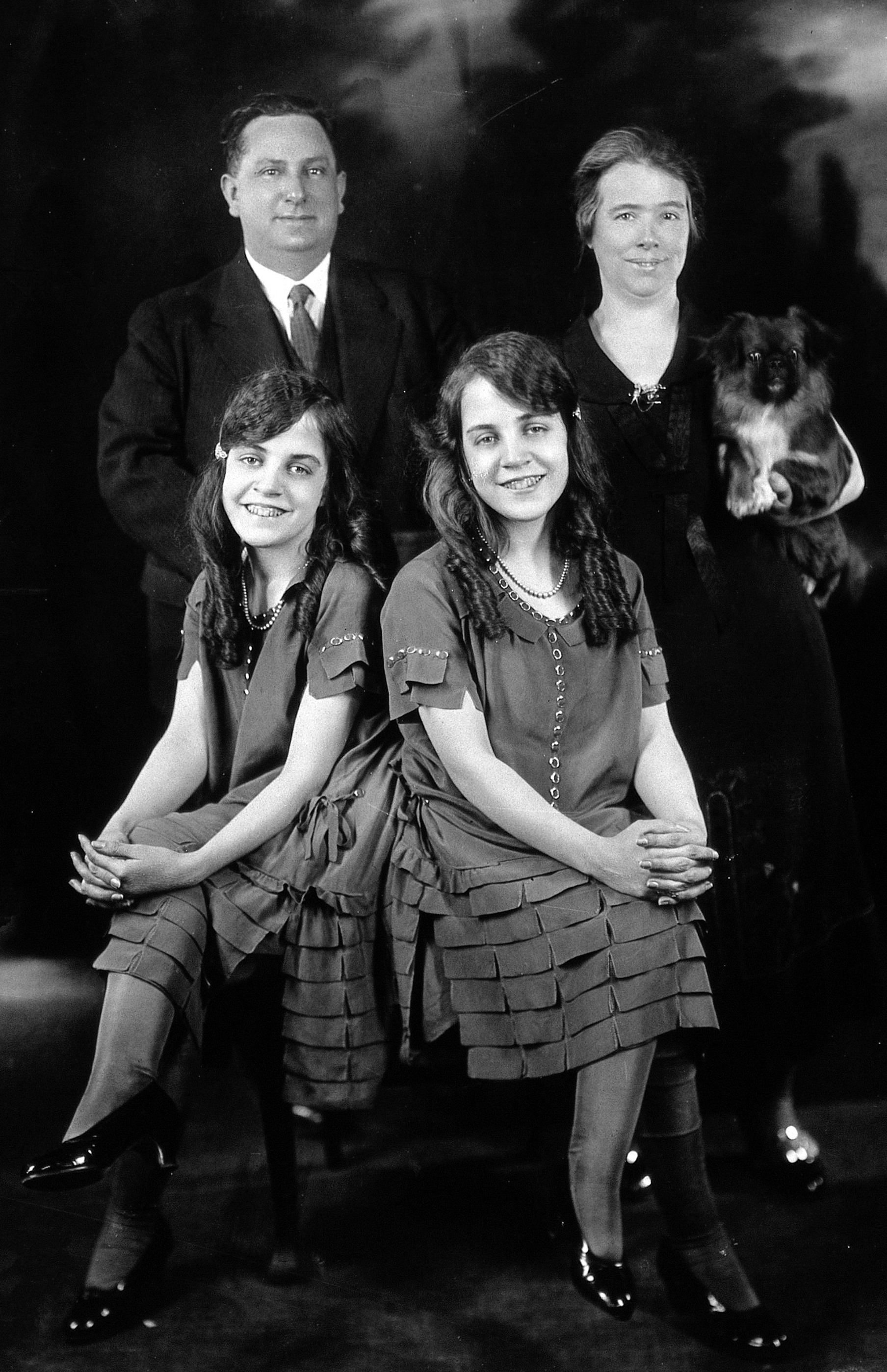
ヒルトン姉妹とマイヤーズ夫妻（1927年頃に撮影）。

ヒルトン姉妹は3歳のとき、「ザ・ユナイテッド・ツインズ」としてイングランドで最初のツアーを行った。メアリー・ヒルトンは彼女らを連れてドイツ、オーストラリア、さらには米国のあちこちで巡業した。姉妹のサイドショウでは、創造性に富んだ「歴史」が必ず語られた。彼女らの「支配者」は、彼女らが稼いだ金をすべてピンハネしていた。1926年、タップダンスができるヒルトン姉妹を起用して、ボブ・ホープが『ダンスメディアンズ』と呼ばれる出し物を作っている。
メアリーは亡くなる時、遺言により双子を娘エディスとエディスの夫マイヤー・マイヤーズ(Myer Myers)に相続させた。エディスとマイヤーは1920年代双子の収入による財産の一部でアメリカへ渡りテキサス州サンアントニオにフランク・ロイド・ライト様式の大邸宅を建築させて住居とし、双子姉妹はアメリカ中で巡業させた。姉妹はヴォードヴィル界でクラリネットやサクソフォンを演奏し、歌やダンスを披露した。この時期に姉妹はボブ・ホープやハリー・フーディーニ(Harry Houdini)と親交を持つ。フーディーニは姉妹が感情の上でだけでも異なった個性を持てるよう協力した。
姉妹はマイヤー夫妻の家庭外に親交を求め、のちにエージェントとなるウィリアム(ビル)・オリバー(William "Bill" Oliver)と交友を持つ。オリバーの妻は夫が姉妹と過ごす時間が多いと離婚訴訟を起こしてスキャンダルとなる。このスキャンダルに対処するためにマイヤー夫妻が姉妹につけたサンアントニオの弁護士マーティン・アーノルド(Martin J. Arnold)は法的成人年齢である21歳に達していた姉妹に「なぜマイヤー夫妻のところに縛られているのか」と尋ね、姉妹は自分たちの置かれている状況に気づかされてショックを受ける。弁護士アーノルドは姉妹がマイヤー夫妻から独立するための助けとなる。1931年1月、80,000米ドル近い代償金でマイヤー夫妻が彼らの大邸宅を維持できるよう示談に持ち込み、姉妹はマイヤー夫妻の束縛から自由の身となった。
二人はサイドショウから去り、『ヒルトン姉妹のレヴュー』としてヴォードヴィル界入りする。別々に会話を受けることができるようにデイジーは髪をブロンドに染め、二人は違う服装をするようになった。
ヴァイオレットはミュージシャンのモーリス・ランバートと交際を始め、21州で結婚許可証を申請したが、いずれも受理されなかった。1932年に姉妹はトッド・ブラウニング監督の映画『フリークス』に本人役で出演した。その後、彼女らの人気は薄れ、ショービジネスで生計を立てるのに苦労した。
1936年、ヴァイオレットは俳優のジェームズ・ムーアと売名のために結婚した。書類上は10年間夫婦となっていたが、最終的に離婚した。1941年、デイジーはダンサーのバディ・ソーヤーことハロルド・エステップと結婚したが、10日間で離婚した。
1951年には自分たちの半生を元にしたキワモノ映画『チェインド・フォー・ライフ』に主演した。

### 晩年
ヒルトン姉妹が最後に公の場に姿を見せたのは、1961年、ノースカロライナ州シャーロットのドライブインシアターであった。ツアーマネージャーが彼女らを捨て去ったため、移動の手段も収入を得る手段もなかったことから、近くの食料品店で働くことを余儀なくされた。
1969年1月4日、2人が出勤しなくなったことを不審に思った雇い主が警察に通報し、自宅で2人とも香港かぜで死亡しているのが発見された。法医学鑑定により、先にデイジーが亡くなり、その2〜4日後にヴァイオレットも亡くなったものとみられている。彼女らの遺体はシャーロットのフォレスト・ローン・ウェスト墓地に埋葬された。
1997年、姉妹の生涯をもとにしたブロードウェイ・ミュージカル『サイド・ショウ』（脚本はビル・ラッセル、音楽はヘンリー・クリーガーが担当）が、トニー賞で4部門のノミネートを受けた。

## 主な出演映画
- フリークス Freaks(1932)
- チェインド・フォー・ライフ Chained for Life(1951)

## ギャラリー

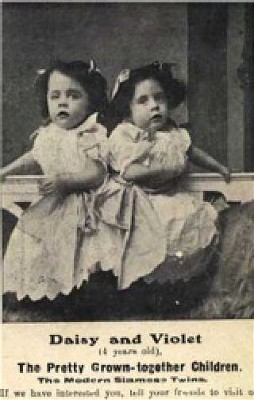
4歳当時のヒルトン姉妹
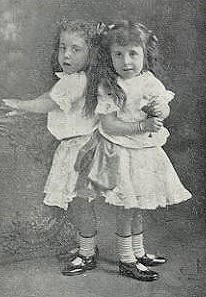
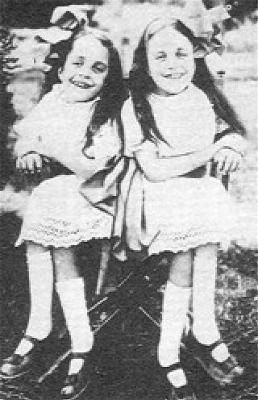
8歳当時のヒルトン姉妹
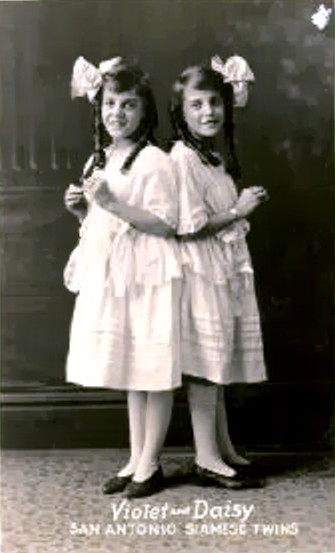